# L'evangeli segons sant Mateu
L'evangeli segons sant Mateu (títol original en italià: Il vangelo secondo Matteo) és una pel·lícula del 1964 dirigida per Pier Paolo Pasolini, amb un guió escrit per ell mateix. Narra la història de Jesucrist, des de la Nativitat fins a la Resurrecció, seguint al peu de la lletra l'Evangeli segons Mateu.
Pasolini va afirmar que “les imatges de la pel·lícula mai podrien arribar a l'altura poètica dels textos." Segons els informes, va escollir l'Evangeli de Mateu sobre els altres perquè opinava que “Joan era massa místic, Marc massa vulgar, i Lluc massa sentimental”.
Tractant de manera antidogmàtica un tema de caràcter religiós, l'obra va causar sensació i desencadenà un aspre confrontament intel·lectual en la premsa, i continuà la controvèrsia latent d'acusació de vilipendi contra la religió i la forta intervenció dels censors, que ja havien intentat suprimir l'episodi de Pasolini ''La ricotta'', inclòs en la pel·lícula Ro.Go.Pa.G.

## Repartiment
| - Enrique Irazoqui: Jesucrist - Margherita Caruso: Maria (jove) - Susanna Pasolini: Maria (anciana) - Marcello Morante: Josep - Mario Socrate: Joan Baptista - Settimio Di Porto: Pere - Alfonso Gatto: Andreu, l'apòstol - Luigi Barbini: Jaume el Major - Giacomo Morante: Joan, l'apòstol | - Giorgio Agamben: Felip, l'apòstol - Guido Cerretani: Bartomeu, l'apòstol - Rosario Migale: Tomàs, l'apòstol - Ferruccio Nuzzo: Mateu, l'apòstol - Marcello Galdini: Jaume el Menor - Elio Spaziani: Tadeu - Enzo Siciliano: Simó - Otello Sestili: Judes - Rodolfo Wilcock: Caifàs | - Alessandro Clerici: Ponç Pilat - Amerigo Bevilacqua: Herodes I - Francesco Leonetti: Herodes Antipas - Franca Cupiane: Herodies - Paola Tedesco: Maria Salomé - Rossana Di Rocco: Arcàngel Gabriel - Renato Terra: L'endimoniat - Eliseo Boschi: Josep d'Arimatea - Natalia Ginzburg: Maria de Betània |

## Producció
La pel·lícula va ser rodada a les zones rocoses de Chia (poble de Soriano nel Cimino, Viterbo) Barile, Castel Lagopesole, Ginosa, Cutro, Le Castella, Matera, Massafra i Gioia del Colle, amb actors no professionals i extres escollits entre la població local, la majoria camperols. Molts amics del director van participar en el rodatge, entre ells, alguns intel·lectuals ben coneguts, com Natalia Ginzburg, Alfonso Gatto i Enzo Siciliano, a més de l'habitual Ninetto Davoli. Com ja va fer en ''Teorema'' i ''Comizi d'amore'' (Trobades amoroses), Pasolini reserva un paper per a Susanna, la seva mare: el de Maria en la seva vellesa.
La figura de Jesucrist, la va interpretar el basc Enrique Irazoqui, un noi de dinou anys, lluitador antifranquista exiliat a Itàlia. La veu, en la versió italiana, era la d'Enrico Maria Salerno.

## Premis

### Premis
- Gran Premi del Jurat en la Mostra de Venècia.

### Nominacions[2]
- Oscar a la millor direcció artística (Luigi Scaccianoce)
- Oscar al millor vestuari (Danilo Donati)
- Oscar a la millor banda sonora (Enriquez Bacalov)

## Crítica
- L'Osservatore Romano: “Fidel al text, però no a la inspiració de l'Evangeli.”
- l'Unità: “... el nostre cineasta ha compost la més bella pel·lícula sobre Crist que s'ha fet fins ara, i probablement la més sincera que es pugui concebre.”

## Comentaris
- És curiós que Pasolini, que es declarava ateu i comunista, fos tan fidel i respectuós amb el text de l'Evangeli.
- La pel·lícula és dedicada al Papa Joan XXIII.
- Quan Pasolini oferí el paper a Irazoqui, que es considerava agnòstic, en un principi l'envià “a pastar fang”, al·legant que tenia coses més importants a fer que interpretar Jesucrist.